# Жовтушник тонкостовпчиковий
Жовтушник тонкостовпчиковий (Erysimum leptostylum) — вид рослин з родини капустяних (Brassicaceae); поширений в Україні, Росії, на Кавказі.

## Опис
Дворічна рослина 30–100 см заввишки. Стебло гіллясте, покритий 2-роздільними, а листки і стручки — зірчастими волосками. Листки довгасто-ланцетні, дрібнозубчасті. Чашолистки 7–9 мм завдовжки. Пелюстки світло-жовті, 13–15 мм завдовжки. Стручки чотиригранні, злегка сплюснуті з боків, 3–4 см завдовжки. Насіння руде, 1—1.5 × 0.5 мм.
Період цвітіння: травень і червень.

## Поширення
Поширений в Україні, Росії, на Кавказі.
В Україні вид зростає у степах, на кам'янистих схилах, на крейді — у лівобережному степу (Луганська й Донецька області).